# Quận Gunnison, Colorado
Quận Gunnison là một quận thuộc tiểu bang Colorado, Hoa Kỳ.
Quận này được đặt tên theo John W. Gunnison, sĩ quan quân đội Hoa Kỳ. Theo điều tra dân số của Cục điều tra dân số Hoa Kỳ năm 2000, quận có dân số 13.956 người . Quận lỵ đóng ở City of Gunnison.

## Địa lý
Theo Cục điều tra dân số Hoa Kỳ, quận có diện tích 8443 km2, trong đó có 54 km2 là diện tích mặt nước.

### Quận giáp ranh
- Quận Pitkin, Colorado - bắc
- Quận Chaffee, Colorado - đông
- Quận Saguache, Colorado - đông nam
- Quận Hinsdale, Colorado - nam
- Quận Ouray, Colorado - tây nam
- Quận Delta, Colorado - tây
- Quận Montrose, Colorado - tây
- Quận Mesa, Colorado - tây bắc

## Thông tin nhân khẩu
Theo điều tra dân số [2] năm 2000, đã có 13.956 người, 5.649 hộ gia đình, và 2.965 gia đình sống trong quận hạt. Mật độ dân số là 4 người trên một dặm vuông (2/km ²). Có 9.135 đơn vị nhà ở mật độ trung bình của 3 trên một dặm vuông (1/km ²). Cơ cấu chủng tộc của quận đã được 95,08% người da trắng, 0,49% da đen hay Mỹ gốc Phi, 0,70% người Mỹ bản xứ, 0,54% châu Á, Thái Bình Dương 0,04%, 1,44% từ các chủng tộc khác, và 1,72% từ hai hoặc nhiều chủng tộc. 5,02% dân số là người Hispanic hay Latino thuộc một chủng tộc nào.
Có 5.649 hộ, trong đó 24,10% có trẻ em dưới 18 tuổi sống chung với họ, 44,20% là đôi vợ chồng sống với nhau, 5,40% có một chủ hộ nữ và không có chồng, và 47,50% là các gia đình không. 27,20% hộ gia đình đã được tạo ra từ các cá nhân và 4,60% có người sống một mình 65 tuổi hoặc lớn tuổi hơn là người. Cỡ hộ trung bình là 2,30 và cỡ gia đình trung bình là 2,84.
Trong quận, cơ cấu độ tuổi dân số được trải ra với 17,90% dưới độ tuổi 18, 21,10% 18-24, 32,90% 25-44, 21,20% từ 45 đến 64, và 6,90% từ 65 tuổi trở lên người. Độ tuổi trung bình là 30 năm. Đối với mỗi 100 nữ có 118,30 nam giới. Đối với mỗi 100 nữ 18 tuổi trở lên, đã có 120,90 nam giới.
Thu nhập trung bình cho một hộ gia đình trong quận đạt 36.916 USD, và thu nhập trung bình cho một gia đình là 51.950 USD. Phái nam có thu nhập trung bình $ 30.885 so với 25.000 USD của phái nữ. Thu nhập bình quân đầu người là 21.407 USD. Có 6,00% gia đình và 15,00% dân số sống dưới mức nghèo khổ, trong đó có 9,40% những người dưới 18 tuổi và 7,20% của những người 65 tuổi hoặc hơn.